# Saison 2017-2018 du Stade rochelais
Cette page présente la saison 2017-2018 du Stade rochelais en Top 14 et en Coupe d'Europe.

## Entraîneurs
- Patrice Collazo : Entraineur principal et des avants
- Xavier Garbajosa : Entraineur des arrières

## Effectif 2017-2018
| Nom                 | Poste            | Naissance          | Nationalité sportive | International | Dernier club          | Arrivée au club (année) |
| ------------------- | ---------------- | ------------------ | -------------------- | ------------- | --------------------- | ----------------------- |
| Uini Atonio         | Pilier           | 26 mars 1990       | France               | 28 (0)        | Counties Manukau      | 2011                    |
| Mike Corbel         | Pilier           | 9 avril 1992       | France               | -             | ASM Clermont          | 2013                    |
| Lekso Kaulashvili   | Pilier           | 20 août 1992       | Géorgie              | -             | Formé au club         | 2013                    |
| Vincent Pelo        | Pilier           | 22 avril 1988      | France               | 2 (0)         | CS Bourgoin-Jallieu   | 2014                    |
| Dany Priso          | Pilier           | 2 janvier 1994     | France               | 7 (0)         | Stade français        | 2016                    |
| Mohamed Boughanmi   | Pilier           | 27 octobre 1991    | France               | 1 (0)         | RC Toulon             | 2016                    |
| Pierre Commenge     | Pilier           | 1997               | France               | -             | Stade toulousain      | 2017                    |
| Hikairo Forbes      | Talonneur        | 5 mars 1986        | Nouvelle-Zélande     | -             | Union Bordeaux-Bègles | 2013                    |
| Jérémie Maurouard   | Talonneur        | 23 septembre 1992  | France               | -             | US Oyonnax            | 2016                    |
| Pierre Bourgarit    | Talonneur        | 12 septembre 1997  | France               | -             | FC Auch               | 2017                    |
| Jean-Charles Orioli | Talonneur        | 9 août 1989        | France               | -             | RC Toulon             | 2017                    |
| Pierre Bourgarit    | Talonneur        | 12 septembre 1997  | France               | -             | FC Auch               | 2017                    |
| Romain Sazy         | Deuxième ligne   | 18 octobre 1986    | France               | -             | US Montauban          | 2010                    |
| Mathieu Tanguy      | Deuxième ligne   | 5 mai 1996         | France               | -             | Formé au club         | 2012                    |
| Jason Eaton         | Deuxième ligne   | 21 août 1982       | Nouvelle-Zélande     | 17 (5)        | NTT Shinning          | 2014                    |
| Thomas Jolmès       | Deuxième ligne   | 8 octobre 1995     | France               | -             | FC Grenoble           | 2017                    |
| William Demotte     | Deuxième ligne   | 22 mai 1991        | France               | 1 (0)         | SU Agen               | 2017                    |
| Zeno Kieft          | Troisième ligne  | 2 février 1991     | Pays-Bas             | 3 (0)         | Formé au club         | 2010                    |
| Romain Sazy         | Troisième ligne  | 14 octobre 1986    | France               | -             | US Montauban          | 2010                    |
| Kevin Gourdon       | Troisième ligne  | 23 janvier 1990    | France               | 18 (0)        | ASM Clermont          | 2012                    |
| Jone Qovu           | Troisième ligne  | 26 juillet 1985    | Fidji                | 13 (5)        | Racing 92             | 2014                    |
| Levani Botia        | Troisième ligne  | 14 mars 1989       | Fidji                | 8 (15)        | Nadroga               | 2014                    |
| Afa Amosa           | Troisième ligne  | 11 octobre 1990    | Australie            | -             | Colomiers             | 2015                    |
| Victor Vito         | Troisième ligne  | 27 mars 1987       | Nouvelle-Zélande     | 33 (20)       | Hurricanes            | 2016                    |
| Grégory Lamboley    | Troisième ligne  | 12 janvier 1982    | France               | 14 (5)        | Stade toulousain      | 2017                    |
| Grégory Alldritt    | Troisième ligne  | 23 mars 1997       | France               | -             | FC Auch               | 2017                    |
| Alexi Balès         | Demi de mêlée    | 30 mai 1990        | France               | -             | SU Agen               | 2016                    |
| Arthur Retière      | Demi de mêlée    | 1er septembre 1997 | France               | -             | Racing 92             | 2016                    |
| Tawera Kerr-Barlow  | Demi de mêlée    | 15 août 1990       | Nouvelle-Zélande     | 25 (10)       | Chiefs                | 2017                    |
| Jean-Victor Goillot | Demi de mêlée    | 10 février 1998    | France               | -             | Formé au club         | 2017                    |
| Brock James         | Demi d'ouverture | 22 octobre 1981    | Australie            | -             | ASM Clermont          | 2016                    |
| Ryan Lamb           | Demi d'ouverture | 18 mai 1986        | Angleterre           | -             | Worcester Warriors    | 2017                    |
| Eliott Roudil       | Centre           | 30 octobre 1996    | France               | -             | Formé au club         | 2013                    |
| Pierre Aguillon     | Centre           | 27 mars 1987       | France               | -             | US Oyonnax            | 2015                    |
| Paul Jordaan        | Centre           | 4 janvier 1992     | Afrique du Sud       | -             | Sharks                | 2016                    |
| Steeve Barry        | Centre           | 18 avril 1991      | France               | à 7           | France VII            | 2016                    |
| Geoffrey Doumayrou  | Centre           | 16 septembre 1989  | France               | 7 (0)         | Stade français        | 2017                    |
| Gabriel Lacroix     | Ailier           | 19 octobre 1993    | France               | 1 (5)         | SC Albi               | 2015                    |
| Vincent Rattez      | Ailier           | 24 mars 1992       | France               | 2 (0)         | RC Narbonne           | 2016                    |
| Pierre Boudehent    | Ailier           | 6 février 1998     | France               | -             | Formé au club         | 2017                    |
| Jérémy Sinzelle     | Ailier           | 2 juillet 1990     | France               | -             | Stade français        | 2017                    |
| Rene Ranger         | Ailier           | 30 septembre 1986  | Nouvelle-Zélande     | 6 (5)         | Blues                 | 2017                    |
| Kini Murimurivalu   | Arrière          | 15 mai 1989        | Fidji                | 18 (20)       | ASM Clermont          | 2012                    |
| Charles Bouldoire   | Arrière          | 8 juin 1993        | France               | -             | Formé au club         | 2015                    |

## Calendrier et résultats

### Matchs amicaux
- Stade rochelais - CA Brive :  26-33
- Stade rochelais - Union Bordeaux-Bègles :  19-17
- Stade rochelais - SU Agen :  33-14

### Top 14
| - CA Brive - Stade rochelais: 10-19 - Stade français Paris - Stade rochelais : 35-24 - Stade rochelais - ASM Clermont Auvergne : 51-20 - SU Agen - Stade rochelais: 15-20 - Stade rochelais - US Oyonnax : 57-12 - RC Toulon - Stade rochelais : 26-20 - Stade rochelais - Racing 92 : 16-9 - Stade rochelais - Stade toulousain : 37-21 - Lyon OU - Stade rochelais : 15-19 - Castres Olympique - Stade rochelais : 31-15 - Stade rochelais - Section paloise : 44-14 - Stade rochelais - Montpellier HR : 26-14 - Union Bordeaux-Bègles - Stade rochelais : 29-19 | - Stade rochelais - CA Brive : 33-24 - Stade rochelais - Stade français Paris : 31-7 - ASM Clermont Auvergne - Stade rochelais : 21-17 - Stade rochelais - SU Agen : 47-6 - US Oyonnax - Stade rochelais : 38-38 - Stade rochelais - RC Toulon : 20-27 - Racing 92 - Stade rochelais : 19-12 - Stade toulousain - Stade rochelais : 19-14 - Stade rochelais - Lyon OU : 19-15 - Stade rochelais - Castres Olympique : 18-26 - Section paloise - Stade rochelais : 18-15 - Montpellier HR - Stade rochelais : 40-24 - Stade rochelais - Union Bordeaux-Bègles : 31-20 |

### Coupe d'Europe
Dans la Coupe d'Europe le Stade rochelais, fait partie de la poule 1 et sera opposé aux Anglais des Harlequins, des Wasps et aux Irlandais du Ulster.
| - Harlequins - Stade rochelais : 27-34 - Stade rochelais - Ulster : 41-15 - Stade rochelais - Wasps : 49-29 | - Wasps - Stade rochelais : 21-3 - Ulster - Stade rochelais : 20-13 - Stade rochelais- Harlequins : 16-7 |

| Rang | Club                  | J  | V  | N | D  | Bo | Bd | Pm  | Pe  | Diff | Pts |
| ---- | --------------------- | -- | -- | - | -- | -- | -- | --- | --- | ---- | --- |
| 1    | Montpellier HR        | 26 | 17 | 0 | 9  | 12 | 1  | 752 | 559 | +193 | 81  |
| 2    | Racing 92             | 26 | 18 | 0 | 8  | 5  | 3  | 622 | 478 | +144 | 80  |
| 3    | Stade toulousain      | 26 | 16 | 1 | 9  | 4  | 4  | 719 | 595 | +124 | 74  |
| 4    | RC Toulon             | 26 | 14 | 0 | 12 | 9  | 8  | 766 | 507 | +259 | 73  |
| 5    | Lyon OU               | 26 | 15 | 0 | 11 | 7  | 3  | 689 | 541 | +148 | 70  |
| 6    | Castres olympique     | 26 | 15 | 0 | 11 | 4  | 5  | 638 | 624 | +14  | 69  |
| 7    | Stade rochelais       | 26 | 14 | 1 | 11 | 6  | 3  | 686 | 531 | +155 | 67  |
| 8    | Section paloise       | 26 | 15 | 0 | 11 | 2  | 4  | 590 | 584 | +6   | 66  |
| 9    | ASM Clermont (T)      | 26 | 11 | 1 | 14 | 4  | 4  | 629 | 687 | -58  | 54  |
| 10   | Union Bordeaux Bègles | 26 | 10 | 1 | 15 | 2  | 4  | 557 | 623 | -66  | 48  |
| 11   | SU Agen (P)           | 26 | 10 | 0 | 16 | 2  | 4  | 537 | 757 | -220 | 46  |
| 12   | Stade français Paris  | 26 | 9  | 0 | 17 | 2  | 4  | 540 | 740 | -200 | 42  |
| 13   | Oyonnax Rugby (P)     | 26 | 7  | 3 | 16 | 1  | 4  | 566 | 824 | -258 | 39  |
| 14   | CA Brive              | 26 | 7  | 1 | 18 | 1  | 5  | 485 | 726 | -241 | 36  |

Avec 4 victoires et 2 défaite, le Stade rochelais termine 1re de la poule 1 et est qualifié pour les quarts de finale.
| Rang | Équipe          | J | V | N | D | Em | Ee | Bo | Bd | Pm  | Pe  | Diff | Pts |
| ---- | --------------- | - | - | - | - | -- | -- | -- | -- | --- | --- | ---- | --- |
| 1    | Stade rochelais | 6 | 4 | 0 | 2 | 18 | 17 | 3  | 1  | 156 | 121 | +35  | 20  |
| 2    | Wasps           | 6 | 3 | 0 | 3 | 21 | 15 | 4  | 1  | 154 | 121 | +33  | 17  |
| 3    | Ulster          | 6 | 4 | 0 | 2 | 15 | 15 | 1  | 0  | 132 | 118 | +14  | 17  |
| 4    | Harlequins      | 6 | 1 | 0 | 5 | 15 | 22 | 2  | 1  | 106 | 188 | -82  | 7   |

#### Phases finales
Quarts de finale
- Llanelli Scarlets -  Stade rochelais :  29-17

## Statistiques

### Championnat de France
Meilleurs réalisateurs
| Rang | Joueur         | Poste            | Points | Essais | Transf. | Pén. | Drops |
| ---- | -------------- | ---------------- | ------ | ------ | ------- | ---- | ----- |
| 1    | Alexis Balès   | Demi de mêlée    | 141    | 6      | 15      | 27   | 0     |
| 2    | Ryan Lamb      | Demi d'ouverture | 64     | 0      | 20      | 8    | 0     |
| 3    | Paul Jordaan   | Centre           | 25     | 5      | 0       | 0    | 0     |
| 3    | Arthur Retière | Demi de mêlée    | 25     | 3      | 2       | 2    | 0     |
| 3    | Victor Vito    | Troisième ligne  | 25     | 5      | 0       | 0    | 0     |

Meilleurs marqueurs
| Rang | Joueur             | Poste           | Essais |
| ---- | ------------------ | --------------- | ------ |
| 1    | Alexis Balès       | Demi de mêlée   | 6      |
| 2    | Paul Jordaan       | Centre          | 5      |
| 2    | Victor Vito        | Troisième ligne | 5      |
| 4    | Pierre Aguillon    | Centre          | 4      |
| 5    | Tawera Kerr-Barlow | Demi de mêlée   | 4      |